# Basilio Valentim

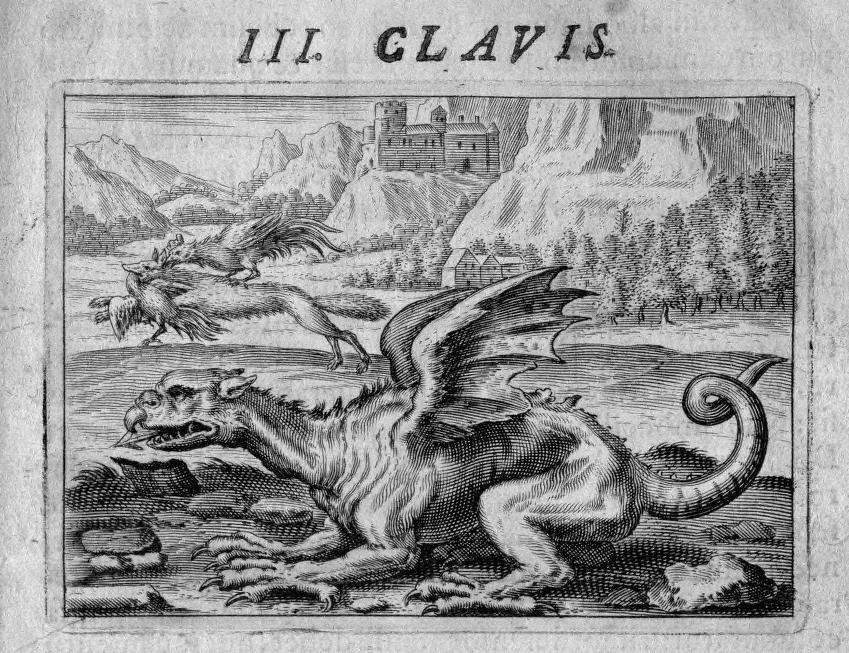
Ilustração do século XVIII para a Terceira Chave, no Duodecim Claves.

Basilius Valentinus, também conhecido pela versão portuguesa de seu nome,  Basilio Valentim (Mogúncia, 1394) foi um alquimista do século XV. Ele foi cônego do priorado beneditino de São Pedro em Erfurt, Alemanha. Não se tem certeza se este era mesmo o seu verdadeiro nome; durante o século XVIII foi levantado a hipótese de tratar-se de Johann Thölde. Até mesmo o ano de seu nascimento não é dado como certo.
Ele demonstrou que o amoníaco podia ser obtido pela ação dos álcalis no cloreto de amônia, e como o ácido clorídrico poderia ser produzido da salmoura ácida.
Foi ele quem primeiro descreveu um método de obtenção de antimônio (em 1492). Suas obras mais conhecidas são Doze Chaves de Basilio Valentim e A Carruagem Triunfal do Antimônio.